# Thomas Digges
‎Thomas Digges, angleški matematik, astronom, filozof, kozmograf in vojaški inženir, * 1546, Wootton, grofija Kent, Anglija, † 24. avgust 1595, London, Anglija.

## Življenje in delo
Thomas Digges je bil najstarejši sin učenjaka in matematika Leonarda Diggesa, izumitelja teodolita in velikega popularizatorja znanosti, ter njegove žene Bridget Wilford. Po očetovi smrti leta 1559 ga je v varstvo vzel John Dee, ki je bil tipični pedstavnik renesansnega filozofa narave.
Digges je bil med prvimi zagovorniki Kopernikovega pogleda na odprti svet. Trdil je, da zunanja krogla zvezd stalnic ni toga žoga, onstran katere ni ničesar. Nasprotno je pravil, neskončno število zvezd se razteza po neskončnem Vesolju. Med prvimi je tudi postuliral »paradoks temnega nočnega neba«.
V angleščino je prevedel glavno Kopernikovo delo O kroženjih nebesnih krogel (De revolutionibus orbium coelestium) in k njemu napisal tudi nekaj presenetljivih dodatkov. Prvič, v svoj opis Saturnove krogle je vstavil stavek, da je ta krogla »od vseh drugih najbližja tisti neskončni negibni krogli, okrašeni z neštetimi lučmi«; potem je dobro znano kopernikovsko skico sveta nadomestil z drugim, v katerem so zvezde postavljene na celo stran, tako nad kot pod črto, s katero je Kopernik predstavil ultima sphaera mundi. Besedilo, ki ga je k svoji skici dodal, je zelo zanimivo. Kaže obotavljanje in negotovost duha – zelo drznega duha – ki po eni strani ni le sprejel kopernikovskega svetovnega nazora, temveč segel celo prek njega, in ki ga je po drugi strani še vedno obvladovala religiozna koncepcija – ali podoba – nebes, postavljenih v prostor.
Poskušal je določiti paralakso supernove, ki jo je leta 1572 v ozvezdju Kasiopeje opazoval Tycho de Brahe. Ugotovil je, da mora ležati za Luninim tirom. To je nasprotovalo tedaj ustaljenemu pogledu na Vesolje, po katerem se med nepomičnimi zvezdami ni mogla zgoditi nobena sprememba.
V letu 1576 je izdal dodatek in novo izdajo očetovega večnega almanaha Večna napoved (Prognostication everlasting). Besedilo, ki ga je napisal oče za tretjo izdajo leta 1556, je ostalo nespremenjeno. Thomas je v več razdelkov dodal novo besedilo. Najpomembnejši dodatek je Popolni opis nebesnih krogel glede na najstarejšo doktrino pitagorejcev, ki jo je kasneje prenovil Kopernik in dokazal z geometrijskimi prikazi (A Perfit Description of the Caelestiall Orbes according to the most aunciene doctrine of the Pythagoreans, lately revived by Copernicus and by Geometricall Demonstrations approved).
Digges je bil član parlamenta majhnega južnoangleškega trgovskega mesta Wallingford. Med letoma 1586 in 1594 je sodeloval tudi v angleških oboroženih silah med vojno s špansko Nizozemsko.